# David Hockney
David Hockney (* 9. července 1937, Bradford, Spojené království) je anglický malíř, kreslíř, grafik, scénograf a fotograf, který významně přispěl k pop artovému uměleckého hnutí 60. let 20. století a je považován za jednoho z nejvlivnějších britských umělců 20. století.

## Život
Narodil se v Bradfordu dne 9. července 1937 Lauře Beth a Kennethovi Hockneyemu (odpůrci vojenské služby v první světové válce[zdroj⁠?!]), jako čtvrtý z pěti dětí. Hlásí se ke své homosexualitě, na rozdíl od Andyho Warhola, se kterým se přátelil.

## Práce
Vyráběl tisky, portréty přátel a scénické návrhy pro Royal Court Theatre a Metropolitní operu v New Yorku. Narodil se se synestezií, vidí synestetické barvy v reakci na hudební podněty. Nezobrazuje je však ve svých obrazech nebo fotografických předlohách, ale užívá je jako základní princip v jeho plánech na kulisy pro balet a operu. Používá barvy, které vidí právě při poslechu hraných skladeb.

## Obsazení ve sbírkách
Mnoho z jeho prací je uloženo v Salts Mill ve městě Saltaire, nedaleko jeho rodného města Bradford. Sbírka spisovatele Christophera Isherwooda je považována za nejvýznamnější soukromou sbírku Hockneyho práce. Jeho díla jsou umístěna v mnoha veřejných a soukromých sbírkách po celém světě, včetně:
- Honolulu Museum of Art
- Museum of Fine Arts, Boston
- National Gallery of Australia, Canberra
- Louisiana Museum of Modern Art, Humlebæk, Dánsko
- Art Institute of Chicago
- National Portrait Gallery, London
- Kennedy Museum of Art, Athens, Ohio
- Tate Gallery, Londýn
- J. Paul Getty Museum, Los Angeles
- Los Angeles County Museum of Art
- Walker Art Center, Minneapolis
- Metropolitan Museum of Art, New York
- Muzeum moderního umění, New York
- Centre Georges Pompidou, Paříž
- Philadelphia Museum of Art
- De Youngovo muzeum, San Francisco
- Museum of Contemporary Art, Tokyo
- MUMOK, Vídeň
- Hirshhorn Museum and Sculpture Garden, Washington, D.C.
- Smithsonian American Art Museum